# Kalibrator (elektryczność)
Kalibrator – (wymuszalnik) urządzenie pomiarowe, które pobiera energię elektryczną ze źródła zasilania i w zmodyfikowanej formie dostarcza ją do obciążeń podłączonych do wyjścia kalibratora. Wejście kalibratora najczęściej podłączane jest do jednofazowej sieci energetycznej, czasami do akumulatora napięcia stałego. Na wyjściu kalibratora jest stabilizowana jedna lub więcej wielkości wyjściowych. Najczęściej spotykane rodzaje kalibratorów wielkości elektrycznych:
- kalibrator napięcia,
- kalibrator prądu,
- kalibrator mocy,
- kalibrator rezystancji.

W kalibratorze stosowane są następujące elementy:
- wyjściowe urządzenie regulacji, za pomocą którego nastawia się wartość wielkości wyjściowej,
- źródło odniesienia – źródło wielkości elektrycznej do porównywania z wielkością stabilizowaną,
- komparator, który porównuje wartość wielkości wyjściowej z wartością odniesienia i wytwarza sygnał błędu,
- wzmacniacz błędu, który wzmacnia różnicę sygnałów komparatora (sygnał błędu),
- końcowy element regulacji – ostatni element, który reguluje wartość wielkości wyjściowej.

Termin kalibrator napięcia wprowadzony został do oficjalnej krajowej terminologii na przełomie lat 1970/80 zarządzeniami Prezesa PKNMiJ, oddzielnie dla kalibratorów napięcia stałego i kalibratorów napięcia przemiennego. W zamieszczonych tam definicjach, kalibratory napięcia są to elektroniczne sterowane źródła napięcia stałego lub przemiennego, umożliwiające otrzymywanie żądanej wartości napięcia z określoną dokładnością bez konieczności mierzenia i ręcznego korygowania nastawień.
Powyższa, "informacyjna" definicja kalibratora jest aktualna do dziś i może być rozszerzona dla kalibratorów takich wielkości elektrycznych, jak: prąd stały i prąd przemienny, częstotliwość, faza fali, moc, energia, a nawet rezystancja, pojemność i indukcyjność. 
W 1996 r. zarządzeniem Prezesa GUM wprowadzono terminy kalibratorów napięcia, prądu, mocy i rezystancji, umożliwiających otrzymywanie żądanej wartości wielkości wyjściowej wskazywanej w postaci cyfrowej, bez konieczności jej pomiaru i korygowania. Najprostszy schemat funkcjonalny kalibratora wielkości wyjściowej, wskazywanej w postaci cyfrowej może być przedstawiony w postaci przetwornika cyfrowo-analogowego C/A, w którym cyfrowa wielkość wejściowa X jest przetwarzana na analogową wielkość wyjściową Y. Dodatkowo, oprócz przetwornika C/A, kalibrator zawiera:
- urządzenie odczytowe, z którego odczytywana jest wartość wielkości wejściowej X lub wartość wielkości wyjściowej Y,
- zasilacz, który zgodnie z energetyczną definicją kalibratora pobiera energię elektryczną ze źródła zasilania i dostarcza ją do przetwornika C/A i urządzenia odczytowego.

Obecnie produkowane kalibratory mocy potrafią wygenerować jednocześnie w układzie trójfazowym napięcia do 560V, prądy do 120A (lub 360A w układzie jednofazowym), co daje łączną moc na wyjściu ponad 201 kW. Umożliwiają precyzyjną regulację napięcia, prądu, fazy między prądami a napięciami, między napięciami fazowymi, z możliwością generacji harmonicznych i interharmoniczych. Dokładności nastaw sięgają setnych części procenta, a cały proces może być kontrolowany z zewnętrznego komputera, z automatyczną zmianą nastaw w dowolnie zaprogramowanych odcinkach czasu.